# Питър Рийгърт
Питър Рийгърт (на английски: Peter Riegert) (роден на 11 април 1947 г.) е американски актьор, сценарист и режисьор. Познат е с ролите си лейтенант Келауей в „Маската“, Роналд Зелман в трети и четвърти сезон на „Семейство Сопрано“, и Джордж Мур в първи сезон на „Щети“

## Избрана филмография
- „Животинска къща“ („Animal House“, 1978)
- „Маската“ („The Mask“, 1994)
- „Семейство Сопрано“ („The Sopranos“, 1999 – 2007)
- „Трафик“ („Traffic“, 2000)
- „Щети“ („Damages“, 2007 – 2012)